# Seznam francoskih pesnikov
Seznam francoskih pesnikov.

## A
Marc Alyn - Guillaume Apollinaire - Louis Aragon - Jean Arp - Agrippa d'Aubigné - Claude Aveline -

## B
Jean-Antoine de Baïf - Théodor de Banville - Charles Baudelaire - Jedaiah ben Abraham Bedersi - Joachim du Bellay (1522-1560) - Pierre-Jean Béranger - Michel Bernanos - Aloysius Bertrand - Léon Bloy - Jean Bodel - Étienne de La Boétie - Nicolas Boileau-Despréaux - Yves Bonnefoy - Robert de Boron - Alain Bosquet (Anatolij Bisk) - Georges Brassens -  André Breton - Jean Brunet - Michel Butor (1926-2016)

## C
Jean Cassou - Blaise Cendrars - René Char - Pierre de Bocosel de Chastelard - Andrée Chedid - André Chénier -  Marie-Joseph Chénier - Jean-Louis Chrétien - Chrétien de Troyes - Paul Claudel - Jean Cocteau - François Coppée - Jean Cortot - Charles Cros -

## D
Léon Damas - Arnaut Daniel - Alphonse Daudet - Pierre-Laurent-Jean-Baptiste-Etienne David (psevdonim: Sylvain Phalantée) - Joseph Déjacque - Robert Desnos - Bernard Dimey - 

## E
Paul Éluard - Pierre Emmanuel - Joseph-Alphonse Esménard - Luc Estang -

## F
Léon-Paul Fargue - François Fénelon - Léo Ferré - Raoul Follereau - Benjamin Fondane (rom. Fundoianu) (romun.-fr.) - Jean de La Fontaine - Paul Fort - Dominique Fourcade - Jean Froissart -

## G
Armand Gatti - Judith Gautier - Théophile Gautier - Robert Gélis - Jean Genet - René Ghil - Yvan Goll - Remy de Gourmont - Felix Gras - Fernand Gregh - Marc-Adolphe Guégan - Olindo Guerrini - Eugène Guillevic (1907-97) -

## H
Adam de la Halle - Philippe Henriot - José-Maria de Heredia - Michel Houellebecq - Victor Hugo -

## I
Isidore Isou

## J
Max Jacob - Franck André Jamme - Francis Jammes - Étienne Jodelle - Gaëlle Josse -

## K
Gustave Kahn -

## L
Jules Laforgue - Alphonse de Lamartine - Comte de Lautréamont - Jean-Jacques Lebel - Anatole Le Braz - Gabriel-Marie Legouvé - Michel Leiris - Marie-Christine Lemayeur - Philippe Léotard - Jean Lescure - Alain de Lille - Charles Leconte de Lisle (1818-94) - Stéphen Liégeard - Jean Lorrain - Guillaume de Lorris - Pierre Louÿs -

## M
François de Malherbe - Stéphane Mallarmé - Robert Mallet - Jacques Peletier du Mans - René Maran - Clément Marot - François Mauriac - Catulle Mendès - Henri Michaux - Achille Millien - Frédéric Mistral - Robert de Montesquiou - Jean Moréas - Henri Murger - Alfred de Musset -

## N
Marie Noël -

## P
Édouard Pailleron - Saint-John Perse - Francis Picabia - Christine de Pizan - Marcelin Pleynet - Francis Ponge - Jacques Prévert - Sully Prudhomme -

## R
Raymond Radiguet - Jean Racine - Henri de Régnier - Jean Richepin - Jehan Rictus - Arthur Rimbaud - Pierre de Ronsard - Edmond Rostand - Jacques Roubaud - Joseph Roumanille - Claude Roy - Rutebeuf -

## S
Antoine Girard de Saint-Amant - Saint-Pol-Roux - André Salmon - Albert Samain - Alain Satié - Paul Scarron - Philippe Soupault - André Suarès -

## T
Jean Tardieu - Louis Tiercelin - Chrétien de Troyes - Tristan Tzara -

## V
Paul Valéry - Bernart de Ventadorn - André Verdet - Paul Verlaine - Boris Vian - Alfred de Vigny - François Villon - Vincent Voiture -